# Um Suburbano Sortudo
Um Suburbano Sortudo é um filme brasileiro de comédia, dirigido por Roberto Santucci. O roteiro é de L.G.Bayão, Paulo Cursino e do protagonista do filme Rodrigo Sant'Anna. A distribuição é da Paris Filmes, codistribuído pela Downtown Filmes com coprodução da Globo Filmes, do Telecine, da americana Paramount Pictures, da produtora Camisa Listrada e da mesma distribuidora Paris Filmes. 
Com lançamento para o dia 11 de fevereiro de 2016.

## Sinopse
O camelô Denílson (Rodrigo Sant'anna) vive no subúrbio do Rio de Janeiro e trabalha duro. A sorte dele muda do dia para noite quando descobre que seu pai biológico desconhecido (Stepan Nercessian) morreu e que ele era milionário. Denílson, então põe a mão na herança, mas para isso tem de aturar a família do falecido, que está toda endividada. Mas ele aguenta e ainda vai tentar usar sua experiência como camelô para comandar a empresa do pai.
O filme confirma o talento e versatilidade do comediante que em cena dá vida a 5 distintos personagens de uma mesma família, além do papel principal e de uma rápida aparição como uma empregada doméstica, a mãe do protagonista.
O longa conta também com Carol Castro interpretando Sofie, enteada, xodó do falecido, e a mais nova namorada dele mais ele não sabe pensa que ela é meia irmã do jovem È por isso a jovem não se relaciona com rapaz, que foi confiada por ele a ajudar Denílson a se adaptar à sua nova condição social. Apaixonado à primeira vista, o mais novo milionário faz de tudo para conquistá-la.

## Elenco
- Rodrigo Sant'Anna como Denílson dos Santos / Rosalinda dos Santos/ Dona Lucinda / Althair / Jennifer / Robinsson
- Carol Castro como Sofia / Sofie
- Victor Leal como Luiz Otavio
- Cláudia Alencar como Narcisa ("Narcisinha Catatau")
- Guida Vianna como Gogóia
- Cinara Leal como Lucyelle
- Fábio Rabin como Olavinho Salles
- Felippe Sanches como Camelo
- Mário Hermeto como Doutor Rabelo [6]
- Stepan Nercessian como Damião Albuquerque [7]

## Bilheteria
No primeiro final de semana 293.068 pessoas assistiram o filme nos cinemas. A partir da segunda semana o número de ingressos vendidos de O Suburbano Sortudo passou a cair consecutivamente. Na quinta semana atingiu um milhão de espectadores. A bilheteria foi finalizada com um público de 1.079.299 espectadores após seis semanas em cartaz.